# 张柔桑
张柔桑（1957年3月—），男，出生于陕西城固，军事法学家，现任中国政法大学法学院教授。中国军事法学学科创建的积极倡导者和参与者，北京市法学会军事法学研究会、中国法学会军事法学研究会创始人之一。中国军事媒体专事法制新闻第一人。

## 人物履历
1975年4月，张柔桑高中毕业，赴农村插队落户。1976年12月，应征加入中国人民解放军，任中国人民解放军乌鲁木齐军区汽车第53团战士、文书。1978年6月，考入新疆大学中文系汉语言文学专业，毕业后历任：中国人民解放军乌鲁木齐军区汽车第53团政治处干事；《解放军报》社驻乌鲁木齐军区记者组记者；乌鲁木齐军区政治部宣传部宣传处干事；《解放军报》社政治工作宣传部编辑、法制组组长、主任编辑，兼任解放军报社法律顾问处副主任、军队律师，专业技术大校军衔；中国人民解放军军事检察院检察委员会委员、民事检察厅厅长，大校军衔，国家一级高级检察官。2012年9月起，受聘担任中国政法大学法学院教授，中国政法大学法学院军事法学研究所研究员。
张柔桑目前担任中国法学会刑法学研究会理事；北京市法学会常务理事；北京军事法学研究会常务副会长；中国检察官文学艺术联合会委员。他于2007年至2012年担任中国法学会检察学研究会理事，中国法学会检察学研究会检察基础理论专业委员会委员；1991年至2004年，连任三届中国法学会军事法学研究会常务理事、副秘书长；1986年至2004年，连任四届中华全国法制新闻协会常务理事，连续18年担任“全国法制好新闻”评选活动评委。1988年，他受聘兼任解放军艺术学院艺术概论课兼课教员；1998年起，受聘担任解放军西安政治学院兼职教授。1992年至2002年，他兼任中国法学会军事法学研究会主办的《中国军法》杂志社副总编辑。

## 文艺青年
少年时代，张柔桑的理想是做文艺家。当知青时，他开始学习文艺创作，在小报小刊上发表散文、歌曲等。1978年，他以“白夜”的笔名发表了小说处女作《林海女队长》，作品刊登在中国作家协会新疆分会主办的《新疆文学》当年第四期上。至1983年，他以“白夜”、“尼雨”、“冰山”、“左岸”等笔名和本名，发表小说、诗歌、散文以及文艺理论和评论等数十篇，部分作品在外国文学研究、文艺理论、电影美学等领域产生过影响。
1981年初，正在大学读书的张柔桑参加了中国当时最权威的外国文学期刊《外国文学研究》杂志开展的有关西方现代派文学的讨论，发表了《它们也代表了文学的未来》一文。1983年，中国社会科学院文学研究所编印的《文学研究动态》，在介绍有关肯定西方现代派文学的代表性观点时，摘录了徐迟、戴厚英、张柔桑、毛时安等人的观点，《新华文摘》转载了该文。在随后中国大陆开展的“清除精神污染”运动中，官方对西方现代派文艺思潮进行了批判。
张柔桑在大学时期所写的《一个时代的幻灭——浅论〈了不起的盖茨比〉》，是中国“文革”后较早研究美国“迷惘的一代”代表作家弗朗西斯•司各特•基•菲茨杰拉德（Francis Scott Key Fitzgerald）的论文之一，至今仍是中国国内研究菲茨杰拉德的参考文献。《走向成熟与真实之路——从“电影和戏剧离婚”谈电影美学》一文，是张柔桑的大学毕业论文。文章以当时中国电影理论界正在争论的电影“去戏剧化”问题作为研究视角，在分析电影与戏剧“七元素论”的基础上，提出并揭示了电影与戏剧两种艺术不同的结构形态及其美学特征。该论文部分内容以《电影艺术特性略谈》为题，首发于中国当时最权威的文艺理论期刊——《文艺研究》，《电影选刊》等刊物作了转载。中国艺术研究院电影研究所主办的《电影文化》期刊，则将《走向成熟与真实之路——从电影和戏剧“离婚”谈电影美学》全文发表，该文被评论为这一时期“电影非戏剧理论”的代表性作品之一。

## 新闻生涯
1985年9月，张柔桑调任《解放军报》社政治工作宣传部任编辑，同年11月13日，受命创办《解放军报》也是中国军事媒体中第一个法制园地————《解放军报〈军人与法〉》专栏（后改为专版），他也由此成为中国军事媒体中第一个专门从事法制新闻采编的编辑、记者。
1986年9月，他根据获得的新闻线索，采写编发了海军司令部建立中国军队第一家专职法律顾问机构的重要新闻——《海军法律顾问处载誉军营》。在《解放军报》以头版头条刊登此新闻的同时，张柔桑在上级支持下策划组织了以《解放军报》编辑部名义召开的军队法制建设座谈会，邀请中国全国人大常委会法工委、中央政法机关、军委总部有关部门以及在京科研院校的军内外法律专家参加座谈，共同为军队法制建设建言献策。座谈会形成更新观念、增强法律意识，加快军事立法步伐，建立必要的军队法制工作机构，加强军事法制理论研究、建立军事法学学科“四点共识”。此后，《解放军报》对此跟踪报道，持续进行舆论推动，高层及时作出决策，最终促成了军队律师制度、军事法制工作机构、军事法学研究团体以及军事法学学科的建立。
1998年初，张柔桑参加了时任解放军军事法院院长姜吉初将军带队的军地联合调查组，赴河南省汤阴县对当地建立维护军人军属合法权益工作机制的情况进行实地考察和采访。从当年2月起，《解放军报》连续刊登了张柔桑采编的有关河南汤阴县创建维护军人军属合法权益工作机制的重大系列报道。这一被称之为“汤阴经验”，以及后来张柔桑采编的“壶关经验”、“承德经验”、“青岛经验”等一系列涉及国防利益和军人权益的“维权”经验，受到高层重视和部队官兵关注。几年后，“汤阴经验”在中国各地开花结果，全国绝大多数地区普遍建立了依法维护国防利益和军人权益的工作机制。
从事法制新闻工作近20年间，张柔桑采编的上百件法制新闻作品在中国历年的“全国法制好新闻”、全国“宣传人大制度好新闻”、“全国社会治安综合治理好新闻”等新闻评奖中，皆分获一、二、三等奖。由他创办、主编的《解放军报〈军人与法〉》专栏、专版，多次被评为“全国法制好专栏（好专版）”。他还参与创办了中国第一份综合性军事法制期刊《中国军法》杂志，多年兼任该杂志的副总编辑。
1994年10月，张柔桑被中华人民共和国司法部、中华全国法制新闻协会授予“全国优秀法制新闻工作者”（共18名）称号；1997年4月，他被中国司法部、中华全国新闻工作者协会、中华全国法制新闻协会授予“全国百佳法制新闻工作者”称号；2001年1月，他被中国最高人民法院授予人民法院宣传“金天平奖”；1989年1月，被中国人民解放军总政治部授予“全军普法先进个人”；1989年6月，被中共中央宣传部、中国司法部授予“全国普法先进个人”；1995年12月，被中共中央宣传部、中国司法部授予“全国法制宣传教育先进工作者”。

## 军法学人
从事法制新闻工作后，张柔桑潜心研究法学尤其是军事法学，多年来在中国部分报刊发表法治评论、法学论文数百篇。主编、合著多部军事法学教材、论著。
张柔桑较早倡导将军事法作为一个部门法并建立军事法学学科；最早提出“军事法制”的概念，主张用“军事法制”代替“军队法制”，以强调军事法制是国家法制不可分割的一部分，将军事法制纳入国家法制轨道，与国家法制同步发展，同时维护法制的统一性；较早提出“军事法制公开性”的观点，主张军事立法、军事司法等法律活动应尽量公开，而非随意设密，应使其具有透明度，便于群众知晓和监督，以利于军事法的实施；较早倡议建立军事行政法学分支学科，并对军事行政法的基础理论进行了研究，主张将部分军事行政功能政府化，以强化国家行政机关的国防职能；他还从法理学角度对纪律进行了深入研究，提出了纪律分类的概念和一般定义，在此基础上，就军纪的特征与渊源、军纪与军法的关系等提出了自己的见解，认为军纪与军法并非是性质完全不同的两种规范，二者的部分内容具有同一性，在一定条件下涵义相同，可以互换。
他参加过多部法律和许多军事法规（包括“共同条令”）的论证、起草和修订工作；参加过澳门驻军司法管辖立法调研，多次赴澳门、香港参加相关会谈。
张柔桑是北京市法学会军事法学研究会、中国法学会军事法学研究会的创始人之一。二十世纪八十年代中后期，他和时任军委法制局局长图们将军，时任总后法律顾问处副主任张纪孙教授一起，发起创建军事法学团体，1990年2月17日，北京市法学会军事法学会宣告成立
，1991年12月30日，中国法学会军事法学研究会宣告成立。

## 部分著述
- —．《军人法律顾问手册》（主编，长征出版社1986年10月出版）；
- —．《军事设施保护法简论》（主编，法律出版社1990年7月）；
- —．《纪律条令通论》（合著，蓝天出版社1990年8月）；
- —．《中国军事法学论丛第六卷：海空安全、信息化建设和军民融合式发展》（执行主编，人民出版社2013年6月）。
- —．《我国军队内部暂不宜实行行政诉讼制度》（《法学杂志》1989年05期）；
- —．《略谈军事行政法的对象》（《中外法学》1990年02期）；
- —．《公正与效率：法治化的课题》（《解放军报》2001年1月14日三版）
- —．《从严治军严在法》（《解放军报》2003年11月23日三版）
- —．《加强依法治军的理论研究》（《解放军报》2003年12月21日三版）
- —．《依法治军的理论思考》（《军事法论丛》，2003年，03期）
- —．《坚决贯彻依法治军从严治军的政治工作原则》（《解放军报》2004年2月22日三版）
- —．《它们也代表了文学的未来》（《外国文学研究》，1981年01期）；
- —．《一个时代的幻灭——浅论〈了不起的盖茨比〉》（《新疆师范大学学报》1983年02期）；
- —．《电影艺术特性略谈》（《文艺研究》，1983年01期，《电影选刊》1983年04期）；
- —．《走向成熟与真实之路——从电影和戏剧“离婚”谈电影美学》（《电影文化》1983年06期）